# Qaynan
Qaynan era, na Arábia pré-islâmica, a divindade dos ferreiros.